# Verteilzeit
Verteilzeiten sind im Arbeitsstudium Zeitanteile von Soll-Zeiten, die zur Abdeckung organisatorischer Unvollkommenheiten und für die Erfüllung menschlicher Bedürfnisse (Essen, Trinken, private Verrichtungen etc.) erforderlich sind. Wird dieser Anteil in Prozent angegeben, spricht man auch vom Verteilzeitprozentsatz.

## Definition
Die Definition des REFA-Verbandes lautet

„Die Verteilzeit {\displaystyle t_{v}} besteht aus der Summe der Soll-Zeiten aller Ablaufabschnitte, die zusätzlich zur planmässigen Ausführung eines Ablaufes durch den Menschen erforderlich sind; sie bezieht sich auf die Mengeneinheit 1“

Praktisch gliedert sich die Verteilzeit {\displaystyle t_{v}} in zwei Anteile
{\displaystyle t_{s}} Sachliche Verteilzeit und
{\displaystyle t_{p}} Persönliche Verteilzeit, so dass
{\displaystyle t_{v}=t_{s}+t_{p}}
Die sachliche Verteilzeit enthält die Sollzeiten für sachliche Verrichtungen, die zusätzlich zur eigentlichen Arbeitsaufgabe anfallen. Sie wird noch einmal unterschieden in sachlich konstante Verteilzeit ({\displaystyle V_{sk}}) und sachlich variable Verteilzeit ({\displaystyle V_{sv}}). Die {\displaystyle V_{sk}} ist auftragsunabhängig und berücksichtigt schicht- oder wochenkonstante Ablaufabschnitte mit den Ablaufarten „zusätzliche Tätigkeit“ und „störungsbedingtes Unterbrechen“.
Ebenfalls um störungsbedingtes Unterbrechen der Tätigkeit und zusätzliche Tätigkeiten geht es bei der {\displaystyle V_{sv}}. Allerdings sind hier die während auftragsabhängiger Tätigkeiten anfallenden Ablaufabschnitte zu berücksichtigen.
Die persönliche Verteilzeit {\displaystyle V_{p}} enthält alle Zeiten für ein persönlich bedingtes Unterbrechen der Tätigkeit, beispielsweise zum Trinken oder den Besuch der Toilette.
Im Rahmen einer Verteilzeitaufnahme werden auch noch mit N (nicht zu verwenden) zu kodierende Zeiten beobachtet, zu denen durch die Arbeitsperson verursachte zusätzliche Tätigkeiten oder willkürliches persönliches Unterbrechen zählen. Weiterhin können fallweise auftretende Zeiten F für zusätzliche Tätigkeiten oder Störungen, die aufgrund ihrer Dauer zu „Außer Einsatz“ führen, zu beobachten sein.

## Anwendung von Verteilzeiten
Verteilzeiten werden der Zeit je Einheit meist als Zuschlag, das heißt durch Hinzufügen eines vorgegebenen Prozentsatzes zugerechnet. Vielfach hat sich eingebürgert, die Verteilzeitzuschläge nicht über aufwändige Verteilzeitstudien zu ermitteln, sondern sie unter den Tarifparteien auszuhandeln. Dabei ist zu beachten, dass die Zuschlagswerte je nach Industrie erheblich voneinander abweichen können.

## Ermittlung von Verteilzeiten
Zur empirischen Ermittlung von Verteilzeiten werden drei Methoden empfohlen::254
- Verteilzeitaufnahme (Langzeitaufnahme)
- Verteilzeitaufnahme als geteilte Aufnahme nach Zufallsplan
- Multimoment-Studie

Eine Verteilzeitaufnahme ist dabei eine allgemeine Zeitstudie, bei der die Ablaufabschnitte nach der Gliederung getrennt sind.:254 Wenn aus verschiedenen Gründen eine durchgängige Beobachtung nicht möglich ist, dann kann eine solche Zeitaufnahme auch diskontinuierlich nach einem Zufallsplan durchgeführt werden.:254 Hier muss die Integrität der Daten über eine entsprechende Zufallsplanung sichergestellt werden. Als dritte Methode wird die Multimomentaufnahme vorgeschlagen, bei der die Beobachtungen während der zufallsgesteuerten Rundgänge gemacht werden und nach Verteilzeit- und sonstigen Abläufen getrennt aufgenommen wird.:254